# HD 191220
HD 191220，又名CP-83 695，SAO 258856、HR 7698，是一颗恒星，视星等为6.17，位于銀經310，銀緯-29.6，其B1900.0坐标为赤經20h 3m 33.7s，赤緯-83° -29.6′ 8″。